# Gerald Schröder
Gerald Schröder (* 3. Februar 1976) ist ein ehemaliger deutscher Fußballspieler.

## Karriere
Gerald Schröder kam 1998 zur Bundesligamannschaft des VfL Wolfsburg. Sein Debüt hatte er am 24. Spieltag der Saison 1998/99 gegen den FC Schalke 04. Sein einziges Bundesligator schoss er am 29. Spieltag gegen den VfB Stuttgart. Insgesamt hatte er vier Einsätze in der Bundesliga. 2000 wechselte Schröder zum SC Verl in die Regionalliga Nord.